# James B. Frazier
James B. Frazier (Tennessee, 1856. október 18. – Tennessee, 1937. március 28.) az Amerikai Egyesült Államok szenátora (Tennessee, 1905–1911).